# Néel Ier de Saint-Sauveur
Pour les articles homonymes, voir Néel et Saint-Sauveur.
Néel Ier de Saint-Sauveur dit le Vieux (parfois nommé Nigel), issu de la famille de Saint-Sauveur, est au XIe siècle baron de Saint-Sauveur, d'Aubigny, vicomte du Cotentin.

## Origines
Son ascendance est certainement scandinave, l'anthroponyme Néel étant issu de l'ancien scandinave d'origine gaëlique Niall. Le prénom Néel (sans l'accent aigu à l'époque : Neel) était d'un usage courant en Normandie, il a subi parfois dans les textes la fausse latinisation en Nigellus (> Nigel), dérivé de niger « noir » en latin, dont le féminin nigella a donné la nielle (anciennement neele) « plante à graines noires et toxiques, qui pousse souvent dans les blés ». Ce prénom est comme bien d'autres, devenu nom de famille vers le XIIIe siècle. Encore aujourd'hui le patronyme Néel (mentionné dès 1210 à Néville, Seine-Maritime, puisque qu'un R. Neel y tenait un fief) est surtout très fréquent dans le nord Cotentin et dans le pays de Caux. On le retrouve dans des toponymes : Néhou, Néville-sur-Mer (Cotentin) et Néville (pays de Caux).
On le dit fils de Roger de Saint-Sauveur lui-même descendant d'un certain Malahulc Eysteinsson, un jarl païen norvégien né vers le milieu du IXe siècle, frère cadet de Ragnvald Eysteinsson, père possible de Rollon le Marcheur, 1er « duc de Normandie » (en réalité comte de Rouen). Mais tout cela semble légendaire.

## Les coups d'éclat du vicomte
Un acte du duc de Normandie daté entre 1013 et 1020 nous apprend que Néel était vicomte du Cotentin. Il dirigeait donc pour le compte du duc de Normandie, Richard II, une région excentrique du duché.
En 1001, près de Barfleur, il repousse un débarquement anglo-saxon du roi Æthelred le Malavisé : l'invasion anglo-saxonne, échoue grâce à l'énergie de Néel qui extermine les envahisseurs à la bataille du Val de Saire. Guillaume de Jumièges explique que ce débarquement visait à capturer la personne du duc. L'historien François Neveux émet quelques doute sur cette affirmation, constatant l'éloignement de Rouen du champ de bataille. Pour lui, il s'agit juste d'un raid de pillage en représailles des expéditions vikings dans le royaume anglo-saxon. Le duc, en dédommagement du pillage, remit à Néel cent mille marcs d'argent et accrut ses prérogatives comme comte du Cotentin.
Vers 1013, en compagnie de Raoul de Tosny et de son fils Roger, il est chargé par le duc Richard II de Normandie de garder le château de Tillières, à l'autre extrémité du duché. Eudes II de Blois assiège la nouvelle forteresse mais il est repoussé. Le duc Richard lui confie aussi la garde du château du Homme.
Sous Robert le Magnifique (1027-1035), Néel reçoit la garde d'un autre château, Charuel en Sacey, à la limite de la Normandie et de la Bretagne. Le comte Alain III de Bretagne est en effet en conflit avec le duc. En représailles d'un raid de pillage, l'armée bretonne pénètre en Avranchin mais Néel aidé d'Alfred le Géant repousse encore une fois l'envahisseur. Pierre Bauduin précise que ce fait d'armes est plutôt l'œuvre de Néel II.
Il meurt vers 1040.
Il aurait épousé Hélène de Normandie († 1045) et est le père plusieurs enfants dont : Néel II de Saint-Sauveur dit le Jeune, Mauger, son second fils que le duc de Normandie maria à l'une de ses filles qu'il avait eue d'une concubine.